# František Knapík
František Knapík (ur. 17 października 1956 w Ľubotínie) – słowacki inżynier i działacz samorządowy, w latach 2006–2010 burmistrz Koszyc.

## Życiorys
Po ukończeniu szkoły podstawowej w rodzinnym Ľubotínie oraz gimnazjum w Sabinovie kształcił się w Wyższej Szkole Leśnictwa i Drzewiarstwa w Zwoleniu (do 1980). Podjął pracę w spółce Lesoprojekt Košice jako asystent techniczny, następnie był zatrudniony w firmie Východoslovenské lesy (do 1996). W 1996 objął stanowisko starosty okręgu Koszyce – Nowa Wieś Koszycka. Od 2003 zastępował burmistrza Koszyc. W kwietniu 2006 został wybrany burmistrzem Koszyc – jego poprzednik Zdenko Trebuľa uzyskał w grudniu 2005 nominację na przewodniczącego samorządu kraju koszyckiego. Ponowny wybór na to stanowisko wywalczył w grudniu 2006. W wyborach w 2010 bez powodzenia ubiegał się o reelekcję z poparciem KDH, SDKÚ–DS, SMK i OKS.
Należy do Chrześcijańskiego Ruchu Demokratycznego.
Jest żonaty, ma dwoje dzieci.